# Olympische Sommerspiele 2024/Reiten
Bei den Olympischen Spielen 2024 in Paris wurden vom 27. Juli bis zum 6. August insgesamt sechs Wettbewerbe im Reiten ausgetragen.
Dabei fand in den Disziplinen Dressur-, Spring- und Vielseitigkeitsreiten je ein Einzel- und ein Mannschaftswettbewerb statt. Alle Wettbewerbe waren Mixed-Wettbewerbe.

## Bilanz

### Medaillenspiegel
| Platz  | Land               | Gold | Silber | Bronze | Gesamt |
| ------ | ------------------ | ---- | ------ | ------ | ------ |
| 1      | Deutschland        | 4    | 1      | –      | 5      |
| 2      | Großbritannien     | 2    | –      | 3      | 5      |
| 3      | Frankreich         | –    | 1      | 1      | 2      |
| 4      | Australien         | –    | 1      | –      | 1      |
| 4      | Dänemark           | –    | 1      | –      | 1      |
| 4      | Schweiz            | –    | 1      | –      | 1      |
| 4      | Vereinigte Staaten | –    | 1      | –      | 1      |
| 8      | Japan              | –    | –      | 1      | 1      |
| 8      | Niederlande        | –    | –      | 1      | 1      |
| Gesamt | Gesamt             | 6    | 6      | 6      | 18     |

#### Medaillengewinner
| Disziplin             | Gold | Silber | Bronze |
| --------------------- | --- | --- | --- |
| Dressurreiten         | | | |
| Einzel                | Jessica von Bredow-Werndl (GER) mit TSF Dalera BB                                                                 | Isabell Werth (GER) mit Wendy                                                                                           | Charlotte Fry (GBR) mit Glamourdale |
| Mannschaft            | DeutschlandFrederic Wandres mit Bluetooth Old Isabell Werth mit Wendy Jessica von Bredow-Werndl mit TSF Dalera BB | DänemarkDaniel Bachmann Andersen mit Vayron Nanna Skodborg Merrald mit Zepter Cathrine Laudrup-Dufour mit Freestyle     | GroßbritannienBecky Moody mit Jagerbomb Carl Hester mit Fame Charlotte Fry mit Glamourdale                                                |
| Springreiten          | | | |
| Einzel                | Christian Kukuk (GER) mit Checker 47                                                                              | Steve Guerdat (SUI) mit Dynamix de Belheme                                                                              | Maikel van der Vleuten (NED) mit Beauville Z                                                                                              |
| Mannschaft            | GroßbritannienBen Maher mit Dallas Vegas Batilly Harry Charles mit Romeo 88 Scott Brash mit Jefferson             | Vereinigte StaatenLaura Kraut mit Baloutinue Karl Cook mit Caracole de la Roque McLain Ward mit Ilex                    | FrankreichSimon Delestre mit I Amelusina R 51 Olivier Perreau mit Dorai D’Aiguilly Julien Épaillard mit Dubai du Cedre                    |
| Vielseitigkeitsreiten | | | |
| Einzel                | Michael Jung (GER) mit fischerChipmunk FRH                                                                        | Christopher Burton (AUS) mit Shadow Man                                                                                 | Laura Collett (GBR) mit London 52 |
| Mannschaft            | GroßbritannienRosalind Canter mit Lordships Graffalo Tom McEwen mit JD Dublin Laura Collett mit London 52         | FrankreichNicolas Touzaint mit Diabolo Menthe Karim Laghouag mit Triton Fontaine Stéphane Landois mit Chaman Dumontceau | JapanToshiyuki Tanaka mit Jefferson Kazuma Tomoto mit Vinci De La Vigne Yoshiaki Ōiwa mit Mgh Grafton Street Ryūzō Kitajima mit Cekatinka |

## Zeitplan
| Datum     | Start | Ende  | Disziplin             | Disziplin  | Runde                     |
| --------- | ----- | ----- | --------------------- | ---------- | ------------------------- |
| 27. Juli  | 09:30 | 18:30 | Vielseitigkeitsreiten | Einzel     | Dressur                   |
| 27. Juli  | 09:30 | 18:30 | Vielseitigkeitsreiten | Mannschaft | Dressur                   |
| 28. Juli  | 10:30 | 15:00 | Vielseitigkeitsreiten | Einzel     | Geländeritt               |
| 28. Juli  | 10:30 | 15:00 | Vielseitigkeitsreiten | Mannschaft | Geländeritt               |
| 29. Juli  | 11:00 | 13:30 | Vielseitigkeitsreiten | Mannschaft | Springreiten              |
| 29. Juli  | 15:00 | 16:00 | Vielseitigkeitsreiten | Einzel     | Springreiten              |
| 30. Juli  | 11:00 | 16:30 | Dressurreiten         | Einzel     | Dressage Grand Prix Tag 1 |
| 30. Juli  | 11:00 | 16:30 | Dressurreiten         | Mannschaft | Dressage Grand Prix Tag 1 |
| 31. Juli  | 10:00 | 15:30 | Dressurreiten         | Einzel     | Dressage Grand Prix Tag 2 |
| 31. Juli  | 10:00 | 15:30 | Dressurreiten         | Mannschaft | Dressage Grand Prix Tag 2 |
| 1. August | 11:00 | 14:00 | Springreiten          | Mannschaft | Qualifikation             |
| 2. August | 14:00 | 16:00 | Springreiten          | Mannschaft | Finale                    |
| 3. August | 10:00 | 15:30 | Dressurreiten         | Mannschaft | Grand Prix Spécial        |
| 4. August | 10:00 | 14:00 | Dressurreiten         | Einzel     | Grand Prix Kür            |
| 5. August | 14:00 | 18:00 | Springreiten          | Einzel     | Qualifikation             |
| 6. August | 10:00 | 12:00 | Springreiten          | Einzel     | Finale                    |

## Qualifikation
Folgende Nationen nahmen teil:
| Nation                       | Einzel  | Einzel   | Einzel         | Mannschaft | Mannschaft | Mannschaft     | Athleten |
| Nation                       | Dressur | Springen | Vielseitigkeit | Dressur    | Springen   | Vielseitigkeit | Athleten |
| ---------------------------- | ------- | -------- | -------------- | ---------- | ---------- | -------------- | -------- |
| Argentinien                  |         | 1        |                |            |            |                | 1        |
| Australien                   | 3       | 3        | 3              | X          | X          | X              | 9        |
| Belgien                      | 3       | 3        | 3              | X          | X          | X              | 9        |
| Brasilien                    | 1       | 3        | 3              |            | X          | X              | 7        |
| Chile                        |         | 1        |                |            |            |                | 1        |
| China                        |         |          | 2              |            |            |                | 2        |
| Dänemark                     | 3       | 1        | 1              | X          |            |                | 5        |
| Deutschland                  | 3       | 3        | 3              | X          | X          | X              | 9        |
| Dominikanische Republik      | 1       |          |                |            |            |                | 1        |
| Ecuador                      | 1       |          | 2              |            |            |                | 3        |
| Estland                      |         | 1        |                |            |            |                | 1        |
| Finnland                     | 3       |          | 2              | X          |            |                | 5        |
| Frankreich                   | 3       | 3        | 3              | X          | X          | X              | 9        |
| Griechenland                 |         | 1        |                |            |            |                | 1        |
| Großbritannien               | 3       | 3        | 3              | X          | X          | X              | 9        |
| Indien                       | 1       |          |                |            |            |                | 1        |
| Irland                       | 1       | 3        | 3              |            | X          | X              | 7        |
| Israel                       |         | 3        |                |            | X          |                | 3        |
| Italien                      |         | 1        | 3              |            |            | X              | 4        |
| Japan                        |         | 3        | 3              |            | X          | X              | 6        |
| Kanada                       | 3       | 3        | 3              | X          | X          | X              | 9        |
| Kolumbien                    |         | 1        |                |            |            |                | 1        |
| Lettland                     |         | 1        |                |            |            |                | 1        |
| Litauen                      | 1       | 1        |                |            |            |                | 2        |
| Luxemburg                    | 1       |          |                |            |            |                | 1        |
| Marokko                      | 1       |          | 1              |            |            |                | 2        |
| Mexiko                       |         | 3        |                |            | X          |                | 3        |
| Moldau                       | 1       |          |                |            |            |                | 1        |
| Neuseeland                   | 1       |          | 3              |            |            | X              | 5        |
| Niederlande                  | 3       | 3        | 3              | X          | X          | X              | 9        |
| Norwegen                     | 1       | 1        |                |            |            |                | 2        |
| Österreich                   | 3       | 3        | 1              | X          | X          |                | 7        |
| Polen                        | 3       | 3        | 3              | X          | X          | X              | 9        |
| Portugal                     | 3       | 1        | 1              | X          |            |                | 4        |
| Saudi-Arabien                |         | 3        |                |            | X          |                | 3        |
| Schweden                     | 3       | 3        | 3              | X          | X          | X              | 9        |
| Schweiz                      | 1       | 3        | 3              |            | X          | X              | 7        |
| Singapur                     | 1       |          |                |            |            |                | 1        |
| Spanien                      | 3       | 3        | 2              | X          | X          |                | 8        |
| Südafrika                    |         |          | 1              |            |            |                | 1        |
| Südkorea                     | 1       |          |                |            |            |                | 1        |
| Syrien                       |         | 1        |                |            |            |                | 1        |
| Thailand                     |         | 1        |                |            |            |                | 1        |
| Tschechien                   |         |          | 2              |            |            |                | 2        |
| Ungarn                       |         |          | 1              |            |            |                | 1        |
| Venezuela                    | 1       | 1        |                |            |            |                | 2        |
| Vereinigte Arabische Emirate |         | 3        |                |            | X          |                | 3        |
| Vereinigte Staaten           | 3       | 3        | 3              | X          | X          | X              | 9        |
| Gesamt: 48 NOKs              | 60      | 74       | 64             | 15         | 20         | 16             | 198      |

## Wissenswertes und Rekorde
Durch ihren Sieg mit der Mannschaft als auch der Silbermedaille in der Einzel-Dressurkonkurrenz wurde Isabell Werth vor Birgit Fischer zur erfolgreichsten deutschen Olympionikin (Männer und Frauen).